# Frank Ström
Frank Göran Ström, född 13 juni 1947 i Göteborg, är en tidigare svensk handbollsmålvakt och fotbollsmålvakt.

## Karriär
Frank Ström lyckades med att vara målvakt på elitnivå både i fotboll och handboll samtidigt, där han spelade för klubben Västra Frölunda IF. Han spelade totalt 158 fotbollsmatcher för klubben mellan 1965 och 1974. I klubbens handbollslag blev han svensk juniormästare två gånger, 1965 och 1966, och i division 2:serien var han så duktig att han kom med i A-landslaget som 19-åring. När Ström blev 21 år gammal kom han in på GIH och bytte 1969 klubb till SOIK Hellas. Han fick då förbundskaptenen som lärare på GIH och som tränare i klubben, dessutom med den fördelen att Mattsson var tidigare landslagsmålvakt. Ström spelade sedan i Hellas under fyra år, men ville 1973 varva ner i division 2 och valde IFK Lidingö. Han spelade för klubben i två år och förde upp dem till allsvenskan. År 1975 ville han gå tillbaka till Hellas men då vill Lidingö ha övergångspengar. Situationen löstes av en extern finansiär och Ström fick spela i Hellas 1975. År 1977 tog han sitt femte SM-guld med Hellas så kallade "gubbalag".

### Landslagsspel
Frank Ström spelade åren 1967 till 1976, 75 stycken landskamper för Sveriges herrlandslag i handboll. Han gjorde sin landslagsdebut 9 april 1967 mot Island i Reykjavik, som slutade i en oavgjord match 21–21. Mästerskapsdebuten gjorde Ström i VM 1970 i Frankrike. Han var sedan en del av svenska landslaget som spelade i innehandbollens OS-premiär i München 1972. Under OS-turneringen spelade han 5 matcher och laget kom på sjunde plats. Sverige tillhörde inte den internationella eliten så Ström har inga internationella meriter.

## Efter karriären
Under 17 år arbetade Ström som vd för sportföretaget Adidas i Sverige. Vid EM för damer 2006 var han ordförande i organisationskommittén och vid herr-VM 2011 var han marknadschef. Svenska handbollförbundet var beroende av publikintäkterna för att EM 2016 skulle gå ihop. Det var Ström som var vd under EM 2016, som drevs i bolagsform.